# Хорошилова, Александра Ивановна
Александра Ивановна Хорошилова (19 апреля 1913 — 27 октября 1987) — передовик советского сельского хозяйства, звеньевая колхоза имени Ленина Курганинского района Краснодарского края, Герой Социалистического Труда (1948).

## Биография
Родилась в 1913 году в станице Михайловская, ныне Курганинского района Краснодарского края в русской крестьянской семье.
Отец участник гражданской войны. Воевал против белогвардейцев в партизанском отряде. Погиб в 1918 году. С 1924 года и до коллективизации батрачила о зажиточных крестьян. В 1928 году поступила работать в образованный колхоз имени Ленина. Сначала трудилась водоносом, а затем стала работать в полеводческой бригаде. В 1941 году была назначена бригадиром 2-й бригады.
В 1947 году её бригаде на площади 63 гектара удалось получить урожай озимой пшеницы 22,9 центнера с гектара, а яровой по 25,4 центнера с гектара.
Указом Президиума Верховного Совета СССР от 24 февраля 1948 года за получение высоких показателей в сельском хозяйстве и рекордные урожаи зерновых Александре Ивановне Хорошиловой было присвоено звание Героя Социалистического Труда с вручением ордена Ленина и медали «Серп и Молот».
Проживала в родной станице Михайловская. Умерла 27 октября 1987 года.

## Награды
За трудовые успехи была удостоена:
- золотая звезда «Серп и Молот» (24.02.1948)
- Орден Ленина (24.02.1948)
- другие медали.